# Ángel Ganivet

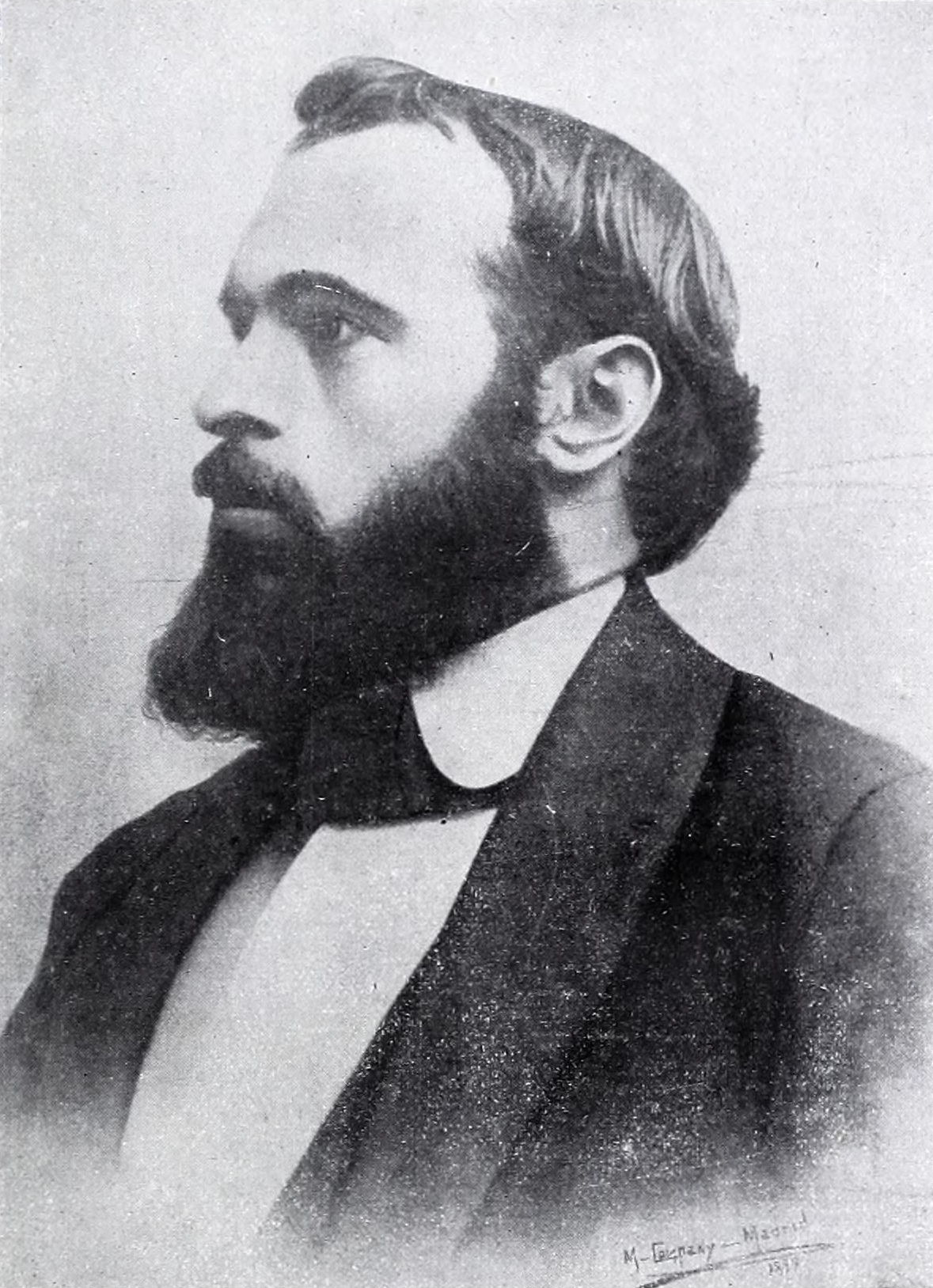
Ángel Ganivet

Ángel Ganivet García (* 13. Dezember 1865 in Granada; † 29. November 1898 in Riga) war ein spanischer Schriftsteller und Diplomat. Er wird im Allgemeinen als Vorläufer der Generation von 1898 betrachtet. In seinem literarischen Hauptwerk, dem dreiteiligen Essay Idearium español (1897, deutsch: Spaniens Weltanschauung und Weltstellung), versucht er die Grundzüge des „spanischen Wesens“ und die Ursachen für den Niedergang des spanischen Weltreiches herauszuarbeiten.

## Leben
Ángel Ganivet wuchs in einer mittelständischen Familie auf (sein Vater war Handwerker, seine Mutter Müllerstochter). Sein Vater starb an Krebs, als er neun Jahre alt war, und Ángel kam in die Obhut seines Onkels mütterlicherseits. Ein Jahr später hätte er sich auf Grund eines Beinbruchs beinahe einer Amputation unterziehen müssen, konnte jedoch mit Hilfe von intensiver Rehabilitation sein Bein behalten. Er studierte Jura und Philologie an der Universität Granada und begann 1888 ein Doktoratsstudium in Madrid, das er 1890 mit einer Dissertation über die Bedeutung des Sanskrit mit Auszeichnung abschloss, nachdem sein erstes Dissertationsthema, España filosófica contemporánea, abgelehnt worden war. Im selben Jahr schloss er auch sein Jurastudium mit dem Magistertitel ab. Er bewarb sich um eine Stelle in der Landwirtschaftlichen Bibliothek des Ministerio de Fomento (etwa: Infrastrukturministerium), die ihm auch zugesprochen wurde, doch seine Bewerbung um einen Griechisch-Lehrstuhl an der Universität Granada schlug 1891 fehl. Ganivet lernte in der spanischen Hauptstadt eine Reihe von Schriftstellern kennen, wie etwa Miguel de Unamuno, mit dem ihn seit 1891 eine enge Freundschaft verband.
Aus seiner Beziehung zu Amelia Roldán Llanos wurden zwei Kinder geboren: Natalia (* 1893 in Paris), die bald darauf verstarb, und Ángel Tristán (* 1894 in Paris).

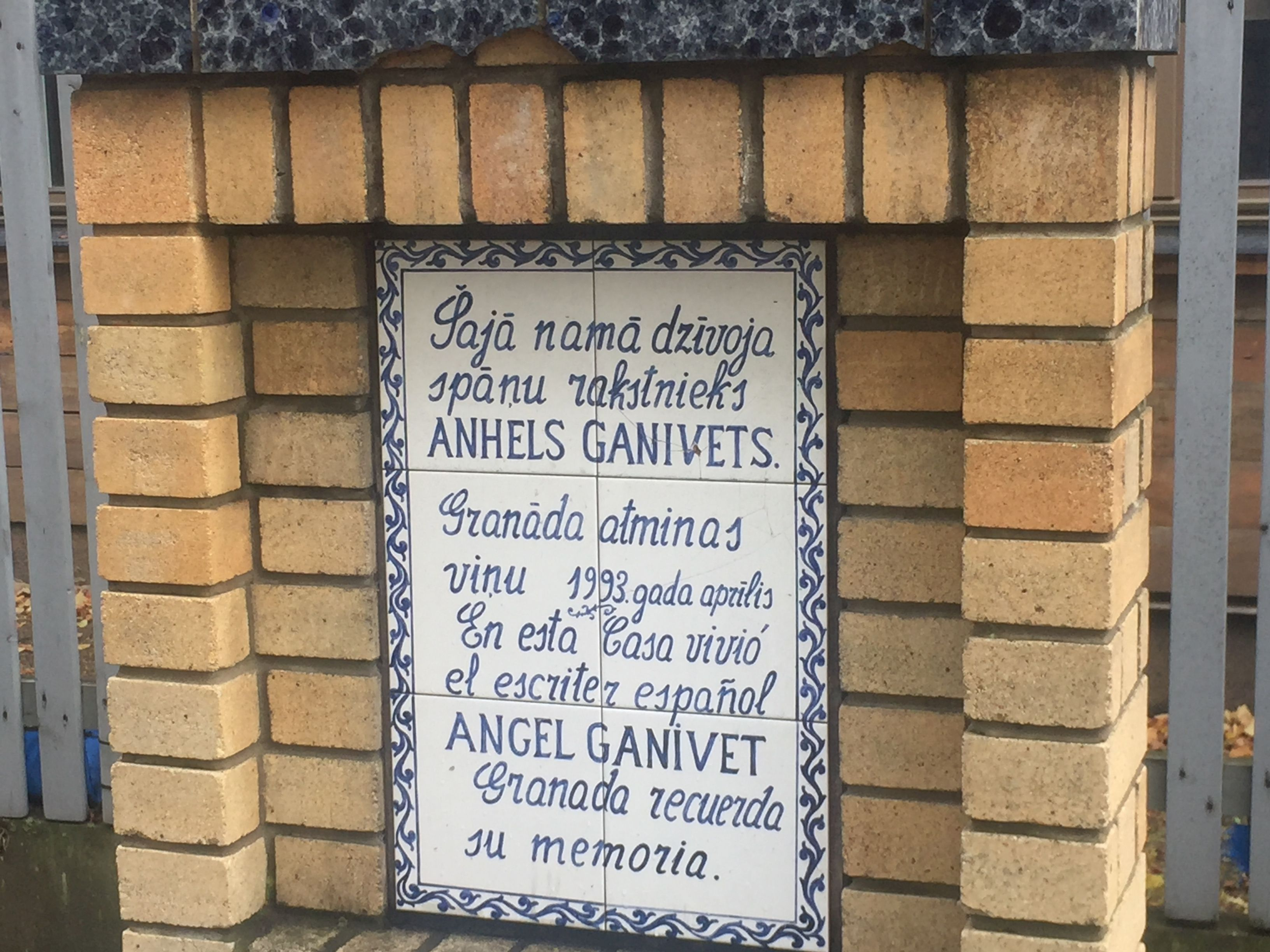
Gedenkstein am Wohnhaus in Riga

1892 wurde Ganivet zum Vizekonsul von Antwerpen ernannt, wo er die folgenden vier Jahre seines Lebens zubringen sollte. 1895 erhielt er eine Beförderung zum Konsul und wurde nach Helsinki versetzt; in Finnland verbrachte er zwei Jahre, in denen er den Großteil seiner literarischen Werke verfasste. Danach wurde das spanische Konsulat mangels wirtschaftlicher Kontakte zwischen den beiden Ländern aufgelassen und Ganivet 1898 nach Riga versetzt. Dort verfiel er in eine psychische Krise und beging nach einem gescheiterten Suizid-Versuch am 29. November 1898 Selbstmord. Von einem Schiff stürzte er sich in den Fluss Düna, wurde gerettet, schaffte es daraufhin jedoch sich loszureißen und stürzte wieder in den Fluss.
Nach seinem Tod wurde Ganivet zur nationalen Symbolfigur des in Depression liegenden Spaniens, es entstand ein regelrechter Ganivet-Kult, man stilisierte ihn zum „Opfer des Vaterlandes“. Der bald aufkommende Plan, seine Leiche in seine Geburtsstadt Granada zu überführen, wurde schließlich 1925 unter dem Diktator Miguel Primo de Rivera verwirklicht.

## Werk

### Gesamtausgabe
- Obras completas. 10 Bde., Madrid, 1923–1930.

### Essay
- España filosófica contemporánea (1889); Essay.
- Granada la bella (1896); Prosa. Neuere Ausgabe: Ed. Fernando García Lara. Granada: Diputación Provincial de Granada, 1996.
- Cartas finlandesas (1896); Prosa.
- Hombres del norte (1898); Essay.
- Idearium español (1898); Essay. Neuere Ausgabe: Ed. E. Inman Fox. Madrid: Espasa-Calpe, 1990.
- Porvenir de España (1898); Essay.

### Roman
- La conquista del reino Maya por el último conquistador Pío Cid (Madrid: Victoriano Suárez, 1896).
- Los trabajos del infatigable creador Pío Cid (1898).

### Drama
- El escultor de su alma (1898); auto sacramental.

### Deutsche Übersetzung
- Spaniens Weltanschauung und Weltstellung. Einzig berechtigte Übersetzung von Albert Haas. Geleitwort: August L. Mayer. München: Georg Müller, 1921.